# Озёрная (станция МОЖД)
Озёрная — станция Малой Октябрьской железной дороги. Была открыта в составе первого пускового участка северной трассы МОЖД. Расположена в 300 метрах к западу от платформы Озерки Октябрьской железной дороги.